# 322510 Heinrichgrüber
(322510) Heinrichgruber, denumire internațională (322510) Heinrichgrüber, este un asteroid din centura principală de asteroizi.

## Descriere
322510 Heinrichgrüber este un asteroid din centura principală de asteroizi. A fost descoperit pe 10 octombrie 1990 la Tautenburg de Freimut Börngen și Lutz Dieter Schmadel. Asteroidul prezintă o orbită caracterizată de o semiaxă mare de 2,58 ua, o excentricitate de 0,20 și o înclinație de 4,4° în raport cu ecliptica.